# إيقاف الحركة (تقنية تصوير)

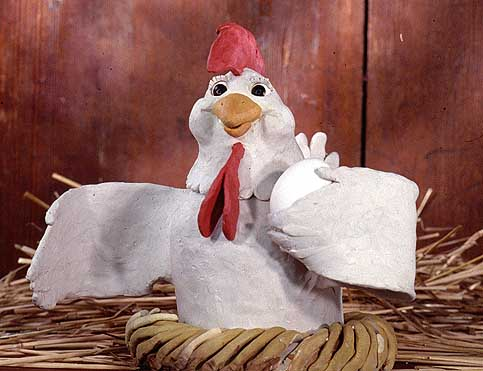
نموذج لدمية دجاجة مصنوعة من الصلصال والتي تستخدم في أفلام إيقاف الحركة.

تقنية إيقاف الحركة، تعرف أيضاً بتقنية الإطارات الثابتة أو فن التصوير المتعاقب، وهي تقنية تحريك الرسوم والصور عن طريق التلاعب بها لتظهر وكأنها تتحرك ذاتيًا، يحدث ذلك عن طريق تصوير الغرض -الجسم المراد تحريكه- صورًا متعاقبة، مع إضافة تغيير بسيط في كل صورة، بحيث يكون الفرق بين أي صورة والصورة التي تليها هو حركة بسيطة لا تتعدى 1/24 من الثانية من زمن الحركة الطبيعي، وعند عرض هذه الصور بشكل متسلسل وسريع يحدث عند المتفرج إيهام بالحركة. وعادةً يتم استخدام الدمى ذات المفاصل المتحركة أو دمى الصلصال في هذه التقنية وذلك لسهولة تحريكها وتغيير أوضاعها، ويطلق اسم أفلام الصلصال على الأفلام التي تستخدم لدائن البلاستيسين. ولا يشترط فقط استخدام الدمى أو النماذج المجسمة بل يمكن أيضاً استخدام شخصيات بشرية أو الأجهزة الكهربائية المنزلية أو غيرها لإضافة تأثير كوميدي، ويطلق اسم فن تحريك المجسمات على أفلام الحركة الثابتة التي تستخدم الأجسام المادية الصلبة غير اللدائن أو دمى الكائنات.

## المصطلحات
غالباً ما يكتب مصطلح «إيقاف الحركة» باللغة الإنكليزية كـ "stop motion" أو باستخدام الواصلة بالشكل التالي: "stop-motion"، فكلتا الكتابتين صحيحة (باستخدام الواصلة أو بدون) ولكن العبارة ذات الواصلة لها استخدام آخر في اللغة الإنجليزية غير متعلق بتقنيات الرسوم المتحركة أو السينما، وهي تعني: «أداة تستخدم لإيقاف الآلة أو المحرك تلقائياً في حال حدوث شيءٍ ما على نحوٍ خاطئ».
غالبًا ما يحصل لبْسٌ بين تقنية إيقاف الحركة وتقنية الفاصل الزمني؛ ففي تقنية الفاصل الزمني يتم التقاط صور حية من المناطق المحيطة على فترات منتظمة ودمجها في فيلم مستمر، فالفاصل الزمني إذن تقنية يتم التقاط الصور فيها بشكل متباعد وليست متتابعة، فيبدو الوقت وكأنه يتحرك بشكل أسرع عند تشغيل المشهد على السرعة العادية وبالتالي يحدث الفاصل الزمني.

## نبذة تاريخية

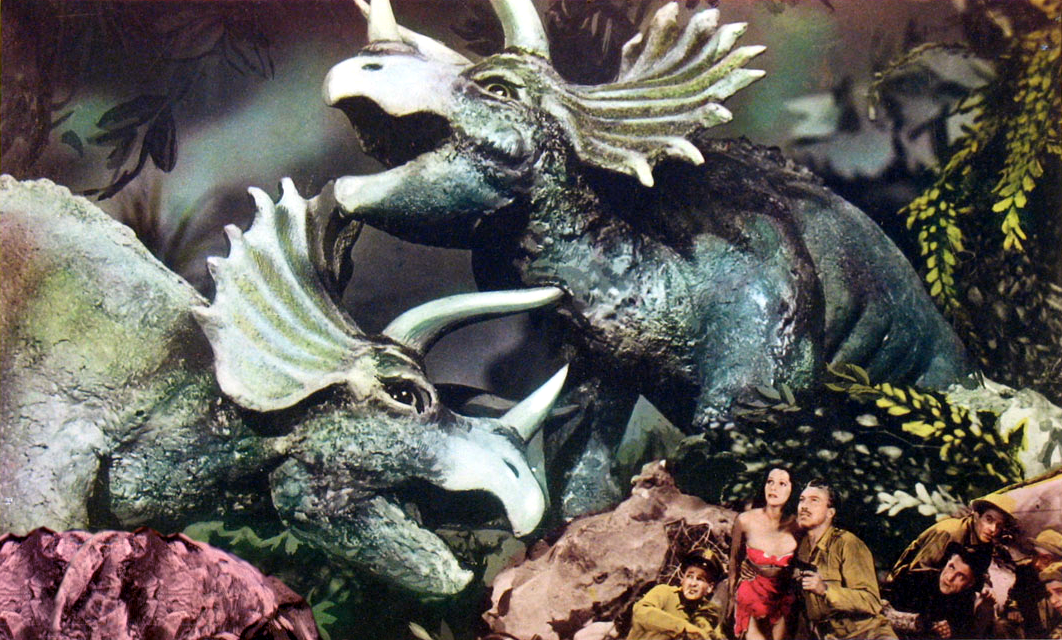

تقنية إيقاف الحركة في الأفلام لها تاريخ طويل، وغالبًا ما كانت تستخدم لعرض أجسام متحركة كما لو أنها تتحرك باستخدام السحر. ويمكن أن ينسب الفضل في نشأة هذه التقنية إلى ألبرت سميث وجيمس ستيوارت بلاكتون في فيلم «سيرك همبتي دمبتي» عام 1897 لأستوديو فيتاغراف، حيث جعل الحياة تدب في ألعاب السيرك المكونة من بهلوانيين وحيوانات. وفي عام 1902، استُعملت خدعةٌ بتقنية الإيقاف في مشهد تسلسل النحت السريع من فيلم «مرحٌ في مخبز». وقام فنان خدع الأفلام الفرنسي جورج ميلييس في أحد أفلامه القصيرة باستخدام هذه التقنية لتحريك العنوان في بطاقة رسائل، ولكنه لم يستغلها لأي من أفلامه الأخرى. «الفندق المسكون» عام 1907 هو فيلم آخر لجيمس ستيوارت بلاكتون استخدمت فيه التقنية وحقق نجاحًا باهرًا عندما أُصدر. وقام الإسباني سيغوندو دي شومون (1871-1929) بإصدار فيلم «الفندق الإلكتروني» في نفس السنة وبنفس نهج أفلام بلاكتون. وفي عام 1908 تم إصدار فيلميّ «كابوس النحات ويلش ريربيت» و«كابوس النحات» بواسطة بيلي بيتزر. أيضًا فنّي التحريك الإيطالي روميو بوسيتي أذهل الجماهير برسومه المتحركة (جولة القوة) عام 1912. أما فلاديسلاو ستارفيتش (1965-1892) فيعد أكبر رائد أوروبي في مجال إيقاف الحركة الذي قام بتحريك كل من «الجميلة لوكانيدا» عام 1910 و«معركة خنافس الأيل» عام 1910، و«النملة والجندب» لعام 1911.
فيلم "النماذج الاستثنائية) يعد أحد أقدم أفلام الصلصال المتحركة التي أبهرت المشاهدين عام 1912، وفي ديسمبر من عام 1916 عُرضت في السينما أولى حلقات "معجزات في الطين" لويلي هوبكنز والمكونة من 54 حلقة. أيضًا في ديسمبر من عام 1916 خاضت هيلينا سميث ديتون -وهي أول امرأة تعمل في مجال الرسوم المتحركة- تجربة تطبيق التقنية على الصلصال، وأطلقت فيلمها الأول عام 1917 الذي كان عبارةً عن اقتباس لرواية ويليام شكسبير "روميو وجولييت".
وفي نقطة التحول الفنية في القرن الماضي كان هناك شخص مشهور في مجال الرسوم المتحركة يعرف بـ"ويليز أوبراين، ويعرف أيضًا بـ"أوبي"، يعتبر إسهامه معروفًا في فيلم "العالم الضائع" 1925، إلا أن التقدير الأعظم له كان لإسهامه في فيلم "كينغ كونغ" 1933، حيث يُعد حجر أساس ضمن أعماله في مجال تقنية إيقاف الحركة.
يُعدّ «راي هاريهاوزن» خليفة أوبراين ووريثه الشرعي في هوليوود؛ فبعد أن تعلم على يدي أوبراين في فيلم (مايتي جو يونغ) 1949م، انطلق هاريهاوزن في صناعة تأثيرات إيقاف الحركة في سلسلة من الأفلام الناجحة والمعروفة على مدى العقود الثلاثة اللاحقة، وضمّت الأفلام كلاً من «أتت من تحت البحر» 1955م، و«جيسون والمغامرون» 1963م، و«رحلة سندباد الذهبية» 1973م، و (صراع الجبابرة) 1981م.
وفي عام 1940، قامت شركة أوتولايت –وهي شركة استيراد قطع غيار سيارات- بإنتاج فيلم ترويجي وضمّنتهُ تقنية إيقاف الحركة في مشهد لمنتجاتها وهي تمر بجانب مصانع الشركة ترافقها مقطوعة فرانز شوبرت العسكرية. ثم تم استخدام نسخة مختصرة من هذا الفيلم في وقت لاحق في إعلانات تجارية تلفزيونية للشركة، خصوصًا في الإعلانات التي ظهرت عبر شبكة قنوات سي بي إس في خمسينيات القرن الماضي ضمن (برنامج التشويق) الذي كانت ترعاه الشركة ذاتها.

### الستينيات والسبعينيات من القرن العشرين
في ستينيات وسبعينيات القرن العشرين، قام إليوت نوييس الأصغر -فنان رسوم صلصال متحركة مستقل- بتهذيب تقنية «الشكل المفرغ» في تحريك الرسوم بالصلصال في فيلمه -الذي ترشح لجائزة الأوسكار- «الطين. أو أصل المخلوقات» 1965م. كما استخدم نوييس تقنية إيقاف الحركة لتحريك رمال منثورة على لوح زجاجي في فيلمه المتحرك الموسيقي «رجل الرمال» 1975.
عام 1975م أيضًا، انضم ويل فينتون - منتج أفلام خاض تجارب في تحريك الرسوم بالصلصال - إلى النحات بوب غاردينر لإعداد الفيلم التجريبي القصير الذي حمل عنوان «مغلق أيام الاثنين» الذي أصبح أول فيلم بتقنية إيقاف الحركة يفوز بجائزة الأوسكار. تابع ويل فينتون تقديم العديد من التجارب الناجحة في الأفلام القصيرة منها فيلم «كوغنيتو العظيم» و«الصنع» و«ريب فان وينكل» التي ترشح كل منها لجائزة الأوسكار. عام 1977 قدم فينتون فيلما وثائقيًا بعنوان «كليميشن» عن هذه التقنية وأسلوبه الخاص في الأفلام المتحركة الصلصالية. بعد فترة وجيزة من ظهور هذا الفيلم الوثائقي، تم تحويل المصطلح إلى علامة تجارية بواسطة فينتون نفسه من أجل التفريق بين عمله وفريقه من جهة وبين أعمال الآخرين الذين بدؤوا بعده في استخدام تقنية «الرسوم المتحركة الصلصالية». وعلى الرغم من أن المصطلح أصبح ثابتًا وتم استخدامه للتعبير عن تقنيتي أفلام الصلصال وإيقاف الحركة إلا أنه لازال علامة تجارية مملوكة حالياً لشركة لايكا للترفيه. وتم عرض 20 حلقة صلصال متحرك في برنامج «ساترداي نايت لايف» الشهير بداس من شهر فبراير 1976.
وبنفس الوقت، قام الإنكليزيين بيتر لورد ودايقد سبروكستون بإنشاء شركة «أردمان للرسوم المتحركة». وفي عام 1976، صمما شخصية مورف المساعد اللصيق لمقدم البرامج التلفزيونية طوني هارت في مسلسل «خذ هارت» الذي بثته البي بي سي. وصنعت الشخصية التي بلغ طوله 5 بويات (10.5سم) من البلاستيسين. وتم استخدام الدمية في إنتاج فلم سينمائي اسمه «المغامرات المذمذهلة لمورف» عام 1980.
استخدمت الدمى المتحركة المصقولة بالرمال في فيلم «قلعة الرمال» الحائز على الأوسكار عام 1977، المنتج بواسطة صانع الرسوم المتحركة الهولندي الكندي كو هويدمان، الذي كان واحدًا من صانعي الرسوم المتحركة الذين تبنّأهم المجلس الوطني للأفلام في كندا «إن إف بي»، وهي وكالة من الحكومة الكندية للفنون والأفلام قامت بدعم صانعي الرسوم المتحركة لعدة عقود. ومن الرواد الذين جددوا العديد من أفلام إيقاف الحركة تحت رعاية إن إف بي نورمان ماكلارين، حيث جلب العديد من صانعي الرسوم المتحركة ليصنعوا وينتجوا أفلامهم المبدعة الخاصة بهم، ومن أشهرها أفلام «شاشة الدبوس» لـجاك دروين، وهي عبارة عن شاشة مليئة بالدبابيس حيث يتم تحريك الدبابيس لتكوين عدة أشكال، وقد تم التبرع بشاشة الدبوس عن طريق الفنان أليكساندر أليكسييف وزوجته كلير باركر.
أما الأفلام الثابتة الإيطالية فتضمنت «كواك كواو» 1978م لفرانسيسكو ميسيري الذي كان يستخدم فن الأوريغامي في فيلمه، أيضًا فيلم «الأحمر والأزرق» وفيلم لقطط مصنوعة بالصلصال يدعى «ميو وماو». ومن الإنتاجات الأوروبية الأخرى التي تضمنت سلسلة من الرسوم متوقفة الحركة «المومين» 1979م لـتوف يانسن الذي اشتهر كعمل مدبلج للعربية باسم «وادي الأمان»، وأنتجت عن طريق بولسكي وجوبتر للأفلام. ومن أهم فرق الأفلام المتحركة البريطانية جون هاردويك وبوب بورا، حيث كانوا من أوائل صانعي الرسوم المتحركة في كثير من برامج التلفاز البريطاني، والمشهورين بأعمالهم ثلاثية «ترومبتونشاير».
شركة ديزني جربت العديد من تقنيات إيقاف الحركة من خلال التعاقد مع مخرج الرسوم المتحركة مايك جتلوف ليقوم بعمل أول رسوم متحركة بخاصية إيقاف الحركة لألعاب ميكي ماوس في سلسلة قصيرة باسم "هوس الفئران)، وهي جزء من عرض خاص للتلفاز احتفالاً بالذكرى الخمسين لميكي ماوس باسم "خمسينية ميكي" عام 1978م. بعد سنة أنتج جتلوف مرة أخرى لديزني فيلمًا مثيرًا للإعجاب باستخدام تقنيات متعددة لإيقاف الحركة لعرض فيلم ترويجي لفيلم "الحفرة السوداء" وسميت تأثيراته بالتأثيرات الجوهرية لأنها ظهرت كأفضل جزء في هذا العرض.
أصدر جتلوف لقطاته التي صنعها في العام التالي في فيلم حجمه 16مليمتر مجموعة تلك اللقطات كفيلم قصير باسم «ساحر السرعة والوقت»، مع أربعة من أفلامه المصورة القصيرة الأخرى ذات التقنيات المتعددة التي تطورت مع الوقت إلى فيلمه الطويل الخاص بنفس الاسم. ومما يدل على فعالية تقنياته المستخدمة ومعظم أفلامه المتقنة، تم إطلاق الفيلم في صالات العرض عام 1987م والفيديو عام 1989م.

### من 1980 وحتى الآن
في السبعينيات والثمانينيات استخدمت شركة «الإضاءة الصناعية والسحرية» (بالإنجليزية: Industrial Light & Magic)‏ الكثير من نماذج أفلام متوقفة الحركة لأفلام ثلاثية «حرب النجوم» الأولية حيث كانت مشاهد تسلسل الشطرنج، وحركة سير التاونتاونز وأيتي-أيتي في «الإمبراطورية ترد الضربات»، وسير أيتي-أستي في «عودة الجيداي» كانت جميعها بتقنية إيقاف الحركة وتحديدًا بتقنية «إطلاق الحركة» أو «غو موشن» (ستتم الإشارة إليها في فقرة لاحقة). العديد من اللقطات بما في ذلك الأشباح في (غزاة التابوت المفقود) وأول جزأين من سلسلة «روبوكوب» استخدمت نسخة التأثيرات الخاصة بتقنية «قو موشن» لـ فيل تيبيت ضمن الأفلام متوقفة الحركة.
في هذه الفترة، استمر نمو نشاط شركة «أردمان للرسوم المتحركة». مولت القناة الرابعة إنتاج سلسلة جديدة من فلم الصلصال المتحرك باسم «قطع التخاطب» معتمدين على تسجيلات صوتية حقيقية. ونال فلم «راحة المخلوقات»، إنتاج نك بارك على جائزة الأوسكار لأفضل فلم صور متحركة قصير عام 1990.
في عام 1980، أخرج مارك بول تشينوي أول فيلم طويل من الصلصال المتحرك والذي اعتمد على شخصية شهيرة من القصص المصورة اسمها «بوقو» تحت عنون «بوقو، أنا ذاهب» والذي بُثّ عدة مرات في القنوات الأمريكية ولكن لم يُطلق تجارياً بعد، كان المكون الأساسي له هو الصلصال، لكن بعض الشخصيات تطلبت محركات وسيقان صلبة ومنحوتة.
استُخدمت تقنية إيقاف الحركة في بعض اللقطات في نهاية فيلم «تيرمينيتور»، كما استخدمت للمشاهد التي تحتوي أطباق فضائية صغيرة طائرة في فيلم «البطاريات غير مدرجة» لستيفن سبيلبيرغ عام 1987م، تم تحريكها بواسطة ديفيد ألين، وتظهر أعمال إيقاف الحركة الخاصة بألين في العديد من الأفلام مثل: «وحش بحيرة كريتر» عام 1977م، «الثعبان المجنح كيو» عام 1982م، و«البوابة» 1986م، و«المرتعب» عام 1993م. كما يُعد إعلان ألين لشركة فولكس واجن الذي استخدم فيه شخصية «كينغ كونغ» منذ سبعينيات القرن الماضي، أسطورة لهواة هذه التقنية.
وفي عام 1985 أطلق ويل فينتون وفريقه فيلماً روائياً طويلاً بطريقة إيقاف الحركة بعنوان (مغامرات مارك توين) حيث يحكي حياة الكاتب الأمريكي الشهير وأعماله، وفي حين أن هذا الفيلم الثقافي كان ثقيلاً نوعًا ما على الجمهور الشاب آنذاك، إلا أنه حصل على تعليقات إيجابية من النقاد والمشاهدين البالغين عمومًا [بحاجة لمصدر]، كما أنشأ فريق فينتون فيلم «نومز والملك نوم» لسلسلة أفلام ديزني «العودة إلى أوز» الذي حصل على ترشيح لجائزة الأوسكار للتأثيرات البصرية، وفي الثمانينيات وبداية التسعينيات أصبح فينتون معروفاً بأعماله التجارية وكذلك بالحملات المهتمة بأفلام إيقاف الحركة بما في ذلك البرنامج الموسيقي الشهير «كاليفورنيا ريزنس».
من الأعمال الجديرة بالإشارة أفلام المخرج التشيكي يان شفانكماير التي جمعت بين تقنية توقف الحركة والتمثيل الحي، مثل شخصية أليس في فيلم «أليس في بلاد العجائب» للكاتب لويس كارول، بالإضافة إلى شخصية «فاوست» بطل الأسطورة الألمانية الكلاسيكية. ويظهر تأثير المدارس التشيكية في سلسلة «زينغو ورينغو» (1979 – 2004) التي أنشأت بواسطة لابومير بينيز وفلاديمير جيرانيك، التي انتشرت بشكل كبير في العديد من البلدان.
منذ نهضة الرسوم المتحركة العامة التي تمثلت في «من ورّط الأرنب رودجر» و«حورية البحر الصغيرة» في نهاية الثمانينيات وبداية التسعينات، كان هناك تزايد ملحوظ في أعداد الأفلام التي تتضمن تقنية الحركة المتوقفة التقليدية على الرغم من التطورات الكبيرة التي دخلت المجال من خلال تحريك الرسوم بالكمبيوتر. كان فيلم «كابوس قبل الكريسماس» للمخرج هنري سيليك والمنتج من قبل تيم بورتون من أكثر أفلام الحركة المتوقفة انتشارًا، بعد ذلك توجه هنري سيليك إلى إخراج فيلمي «جيمس والخوخة العملاقة» و«كورالاين» أما تيم بورتون فقد أخرج كل من «جثة العروس» و«فرانكنويني».
في نهاية التسعينيات، أنتج ويل فينتون أول مسلسل تلفزيوني ذي عرض رئيسي يستخدم تقنية توقف الحركة واسمه «بيجيز» بمشاركة مبتكر العمل إيدي مورفي، وعرضت من العمل -الفائز بجائزة الإيمي- 3 مواسم متتالية عبر كل من قناتي فوكس ويو بي إن.

اشتهر مُبتكر شخصيتي «واليس وقروميت» المخرج نك بارك في مجال استخدام الصلصال في الأفلام المتحركة، حيث حاز جائزة الأوسكار لأفضل فيلم في فئة الأفلام المتحركة عن فيلمه الروائي «واليس وقروميت: لعنة الأرنب المسخ»، كما كسب نك بارك عدة جوائز أخرى لعدة أفلام روائية قصيرة، وحصل أول أفلامه الطويلة بهذه التقنية «هروب الدجاج» على مديح النقاد، كما فاقت إيرادات الفلم مئة مليون دولار أمريكي في دور السينما بأمريكا الشمالية.
هناك أفلام تعتمد إيقاف الحركة أخرى جديرة بالذكر تم إصدارها بعد عام 1990م، مثل فلمي «السيد ثعلب المذهل» و«9.99 دولار»، كلاهما صدرا عام 2009م، وفيلم «المغامرات السرية لـ توم ثمب» الصادر عام 1993م.

## أنواع أفلام الحركة المتوقفة

### أفلام التصوير المجسم ثلاثية الأبعاد
خلال التاريخ السينمائي نادراً ما تمّ تصوير أفلام إيقاف الحركة باستخدام تقنية التصوير ثلاثي الأبعاد «الإستريوسكوبي». أول فيلم قصير استخدم هذه التقنية كان فيلم «في تناغم مع الغد» «يعرف أيضاً باسم الإيقاع الحركي» من إنتاج جون نورلنغ عام 1939. ثاني من استخدم هذه التقنية كان فيلم للمنتج بول سبرنك باسم «مغامرات سام الفضائي» عام 1955. الفيلم الثالث والأحدث هو «الغزو الفضائي الرهيب لـ20.000 روبوت عملاق من الفضاء الخارجي» من إنتاج إلمر كان  وألكسندر لنتجز عام 2000، كما يعتبر هذا الفيلم القصير أول فيلم على الإطلاق يستخدم تقنيتي إيقاف الحركة ثلاثية الأبعاد وتقنية الصور المنتجة بالحاسوب CGI معًا. أول فيلم طويل يستخدم تقنية إيقاف الحركة بشكل كامل هو «كورالاين» لعام 2009 المقتبس عن الرواية الأكثر مبيعاً لنيل غايمان وإخراج هنري سيليك. مثال آخر حديث هو جهاز نينتندو 3DS الذي يحوي برنامج فيديو بخيار استخدام تقنية إيقاف الحركة، حيث أضيفت هذه الخاصية من خلال تحديث البرنامج في الثامن من ديسمبر عام 2011. كما تم إنتاج فيلم بارانورمان عام 2012 باستخدام تقنية إيقاف الحركة ثلاثية الأبعاد.

### إطلاق الحركة
نوع آخر أكثر تعقيدًا من أنواع تقنية إيقاف الحركة يعرف باسم إطلاق الحركة، وقد شارك في استحداث هذه التقنية المخرج وخبير المؤثرات البصرية فيل تيبيت واستخدمت لأول مرة في أفلام «الإمبراطورية تعيد الضربات: حرب النجوم الجزء الخامس» عام 1980، وفيلم «قاتل التنين» 1981، وأفلام «روبوكوب». تتضمن هذه التقنية استخدام برامج حاسوبية لتحريك أجزاء من النموذج الذي يتم تصويره ببطء عند تصوير كل لقطة وإطار في الفيلم، بالإضافة إلى تحريك النموذج يدويًا بالطريقة التقليدية بين تصوير إطارات الفيلم، وذلك لإنتاج تأثير تشتت حركي أكثر واقعية، استخدم تيبيت هذه التقنية بشكل واسع في فيلمه القصير «وحش ما قبل التاريخ» الذي تم إنتاجه عام 1984 وتبلغ مدته 10 دقائق، ويصور قصة ديناصور «مونوكلونيوس» آكل للعشب تتم مطاردته من قبل تيرانوصور مفترس، عام 1985 تمت إضافة مشاهد جديدة للفيلم ليتحول إلى فيلم وثائقي طويل من تقديم كريستوفر ريف، هذه التجارب السابقة التي قام بها تيبيت لإنتاج أفلام بتقنية إطلاق الحركة ساعدته لاحقًا عند تصويره فيلم «الحديقة الجوراسية» عام 1993 أُولى أفلامه التي استخدم فيها تقنيات الحاسوب والتصوير الواقعي لتصوير الديناصورات وحركتها. يعتبر لاديسلاس ستارفيتش رائد تقنية «تشتت الحركة» حيث استخدمها على نطاق أضيق وبتقنيات أقل وبشكل يدوي في عصر الأفلام الصامتة عام 1931 في فيلمه الروائي الطويل «حكاية الثعلب».

## مقارنة بالرسوم الحاسوبية
من أسباب تفضيل استخدام تقنية إيقاف الحركة التقليدية بدلاً من الصور المتحركة بالحاسوب الأكثر تقدمًا هو انخفاض أسعار التكلفة وتميز شكلها، حيث تستخدم الآن في أغلب برامج الأطفال والإعلانات التجارية وبعض أفلام القصص المصورة مثل فيلم (الدجاج الآلي). ميزة أخرى لتقنية إيقاف الحركة هو أنها متفوقة في طريقة عرضها للمواد والأنسجة، وهذا محل تقدير لعدد من مخرجي الأفلام مثل تيم بيرتون الذي أنتج دمية متحركة عام 2005 في فيلم (العروس الجثة).

## توقف الحركة في التلفاز وفي الأفلام
هيمنت سلسلة «غمبي» لآرثر كلوكي على برامج الأطفال وأفلام توقف الحركة في محطة التلفاز لمدة ثلاثة عقود في أمريكا، وظهر منها فيلم روائي وهو «غمبي 1» في عام 1995 باستخدام كل من القوالب الجاهزة والصلصال لصنع الشخصيات. بدأ كلوكي مغامراته مع الصلصال باستخدام القوالب الجاهزة وذلك في فيلم قصير يسمى «غمبازيا» عام 1953 الذي دفعه بعد ذلك بوقت قصير إلى صنع مسلسلات تلفزيونية أكثر منهجية وتنظيم مثل مسلسل «غمبي».
بدأت شركة رانكين باس في الستينيات بصنع العديد من العروض الخاصة للكريسماس مثل «رودولف غزال الرنة ذو الأنف الأحمر»، «عام بدون بابا نويل»، «بابا نويل قادم إلى المدينة»، وغيرها.
في نوفمبر عام 1959 عُرِضت الحلقة الأولى من برنامج الأطفال «المنّوم» على شاشة تلفزيون ألمانيا الشرقية، وهو برنامج يسوّق للحرب الباردة في ألمانيا كفكرة أساسية، في الحلقات التالية تمت إزالة هذا الترويج للحرب الباردة واستمرت الحلقات تعرض في ألمانيا الحالية الموحدة، مما يجعله واحدًا من أطول برامج الرسوم المتحركة في العالم.
في الستينيات وتحديدًا عام 1965، قام محرك الرسوم الفرنسي سيرج دانوت بإنتاج المسلسل الكرتوني المشهور «السحر دوّار» والذي عرض على قنوات البي بي سي لأعوام عدة. ومن مسلسلات الحركة الثابتة الكرتونية المعد من قبل أولقا بوتشين وتاديوش ويلكوش، هو المسلسل الفرنسي/ البولندي «كولارغول»، ويطلق عليه في بريطانيا «الدب بارنابي» و«جيريمي» في كندا.
وفي عام 1969 أصبح المسلسل البريطاني «كلانغيرز» من المسلسلات الشهيرة على التلفاز. الفنانان البريطانيان برايان كوسغروف ومارك هول من شركة كوسغروف هول لإنتاج الأفلام قاما بإنتاج فيلم طويل باسم «رياح الصفصاف» عام 1983، وبعد ذلك قاما بإنتاج مسلسل ذو عدة أجزاء من «رياح الصفصاف» مقتبسا من كتاب الأطفال الكلاسيكي الذي يحمل نفس العنوان من تأليف كينيث غراهام. أيضًا عملا على إنتاج فيلم وثائقي عن تقنياتهما الخاصة في إنتاج الأفلام، اسمه «صنع الضفدع والعلجوم». ومنذ السبعينيات حتى القرن الـ21، عملت شركة أردمن البريطانية لإنتاج الرسوم المتحركة على إنتاج الأفلام القصيرة والمسلسلات التلفزيونية وإعلانات الأفلام من بطولة شخصيات مصنوعة من مادة البلاستيسين مثل «والاس وقروميت»، كما عملوا على إنتاج أغنية مصورة باسم «المطرقة» لبيتر غابرييل.
خلال الفترة بين عام 1986 و1991م، أنتجت أفلام تشرشل «الفأر والدراجة النارية»، و«رالف الهارب»، و«الفأر رالف» لتلفزيون أيه بي سي. تلك الأعمال كانت مستوحاة من كتب بيفرلي كليري، وتضمنت خاصية وقف الحركة للشخصيات بالإضافة إلى الأداء الواقعي، من إخراج جون كلارك ماثيوز وجوستين كون وجول فليتشر، وغيل فان دير ميرفي الذين قاموا أيضًا بتحريك الشخصيات.
ومن عام 1986 حتى 2000م، أُنتجت أكثر من 150 حلقة مدتها خمس دقائق من «بينغو» وهو مسلسل كوميدي سويسري للأطفال، من إنتاج أستوديو تريك فيلم. وفي عام 1990 قدم تري باركر ومات ستون عرضين قصيرين للمسلسل الكرتوني «ساوث بارك» كان معظمها مصنوع من الورق المقوى.
قام تسونيو غودا، عام 1999، بإخراج رسومات مدتها 30 ثانية لشخصية دومو الذي ما زال ينتج في اليابان وحصل على تنويهات جدية من النقاد والمعجبين. كما أخرج غودا سلسلة الإلام «كومانيكو» عام 2004.
في عام 2003 أُعطي الفيلم التجريبي لمسلسل «كوروكورو والأصدقاء» الذي أنتجه أستوديو فافانغو إنترتويمنت الكوري الضوء الأخضر ليصبح مسلسل رسوم متحركة للأطفال في عام 2004 بعد موافقة وكالة المحتويات الرقمية جيونجي، وبُث على قناة كي بي إس 1 في الرابع والعشرين من شهر نوفمبر عام 2006 وفاز بجائزة الرسوم المتحركة الكورية الثالثة عشر لأفضل الرسوم المتحركة في عام 2007. وعملت فافانغو إنترتويمنت أيضاً مع فرونتير وركس في اليابان لإنتاج النسخة الجديدة من فيلم «تشيبيوراشكا» عام 2010.
منذ عام 2005، كثيراً ما استخدم فيلم «الدجاج الآلي» تقنية إيقاف الحركة للرسوم المتحركة، وذلك باستخدام الدمى ذات المفاصل وألعاب أخرى كشخصيات رئيسية.
ومنذ عام 2009 أنتجت لايكا، وهي خليفة أستوديوهات ويل فينتون في تقنية إيقاف الحركة، أربع أفلام روائية حصدت إيرادات بقيمة 400 مليون دولار مجتمعة. وقامت شركة ألعاب الليغو أيضاً بإنتاج «فيلم الليغو» بنفس التقنية.

## إيقاف الحركة في وسائل إعلامية أخرى
انتشر بشكل جنوني على مواقع الفيديو العامة تحريك شخصيات ونماذج مجسمة مصنوعة بالصلصال، وغالباً ما تكون هذه الشخصيات بسيطة، مُشَكَّلة بانسيابية وفي نفس الوقت فعّالة، بعض هذه الشخصيات بالكاد يكون له وجه، لكن بالنسبة للانفعالات الكُوميدية أو العنيفة فإنها تتفوق فيها على دُمى الصلصال التقليدية، وذلك يتضح في مشاهد الجرائم المروعة المليئة بإطلاق النيران أو بعض الضحايا حين يتساقطون في مرمى القناص، وحين نتحدث عن عنصر الكوميديا فإنه يساعد المشاهدين على الاستمتاع بالمشاهد المتحركة دون الالتفات إلى بساطة هذه الدُمى الطينية.
بدأ الكثير من الشباب تجاربهم على الأفلام السينمائية بتقنية إيقاف الحركة، والفضل في هذا يعود للبرمجيات الحديثة سهلة التطبيق ولمواقع الفيديو العامة على الإنترنت. أيضًا الكثير من الأفلام القصيرة التي تستخدم تقنية إيقاف الحركة استخدمت الصلصال بشكله الجديد.
في التاسع عشر من يناير عام 2009 تم تنزيل الفيديو الموسيقي لأغنية «أناقة صباحها» في اليوتيوب للشاعر الغنائي أورين ليفي، وكان من إخراج ليفي ويوفال وميراف ناثان باستخدام تقنية إيقاف الحركة، وقد حقق نجاحًا عظيمًا بتجاوز عدد مشاهداته 25 مليونًا، كما تم ترشحه للفوز بجائزة غرامي لعام 2010 كأفضل نموذج قصير لفيديو موسيقي.
تم استخدام أسلوب إيقاف الحركة في رسم شخصيات ألعاب الحاسوب بدلاً من إنتاجها بواسطة رسوم الحاسوب، فالشخصيات المتنوعة في لعبة «السحر والتشويه» التي أنتجتها شركة فيرجن للترفيه التفاعلي سنة 1998 كان قد أنتجها آلان فرسويل المختص بتقنية إيقاف الحركة، الذي كان يقوم بصنع النماذج المصغرة من خلال تشكيل الصلصال والمطاط مع تغليف الأسلاك والوصلات كروية الشكل، ويقوم بعد ذلك بتحريك كل إطارٍ على حدة ودمجها مع رسوم الحاسوب للعبة ما بواسطة الصور الرقمية، ومن أمثلة ذلك لعبة «مقاتلي الصلصال» لجهاز نينتندو ولعبة «نيفرهود» لأجهزة الحاسوب، وأمثلة أخرى.
ويُعد أسلوب إيقاف الحركة طريقة إنتاج برزت في تطبيق فاين وذلك لتقيّده بستة ثواني، وهذا ما يمثل حركة تجديد وأسلوب رقمي معاصر لتقنية أصلها يعود إلى بداية فن السينما.

## للإستزادة
- تايم لابس
- موقع أي سي ستوب موشن